# Rancennes
Rancennes (in vallone Rancene) è un comune francese di 737 abitanti situato nel dipartimento delle Ardenne nella regione del Grand Est.

## Società

### Evoluzione demografica
Abitanti censiti